# گالری ملی نروژ

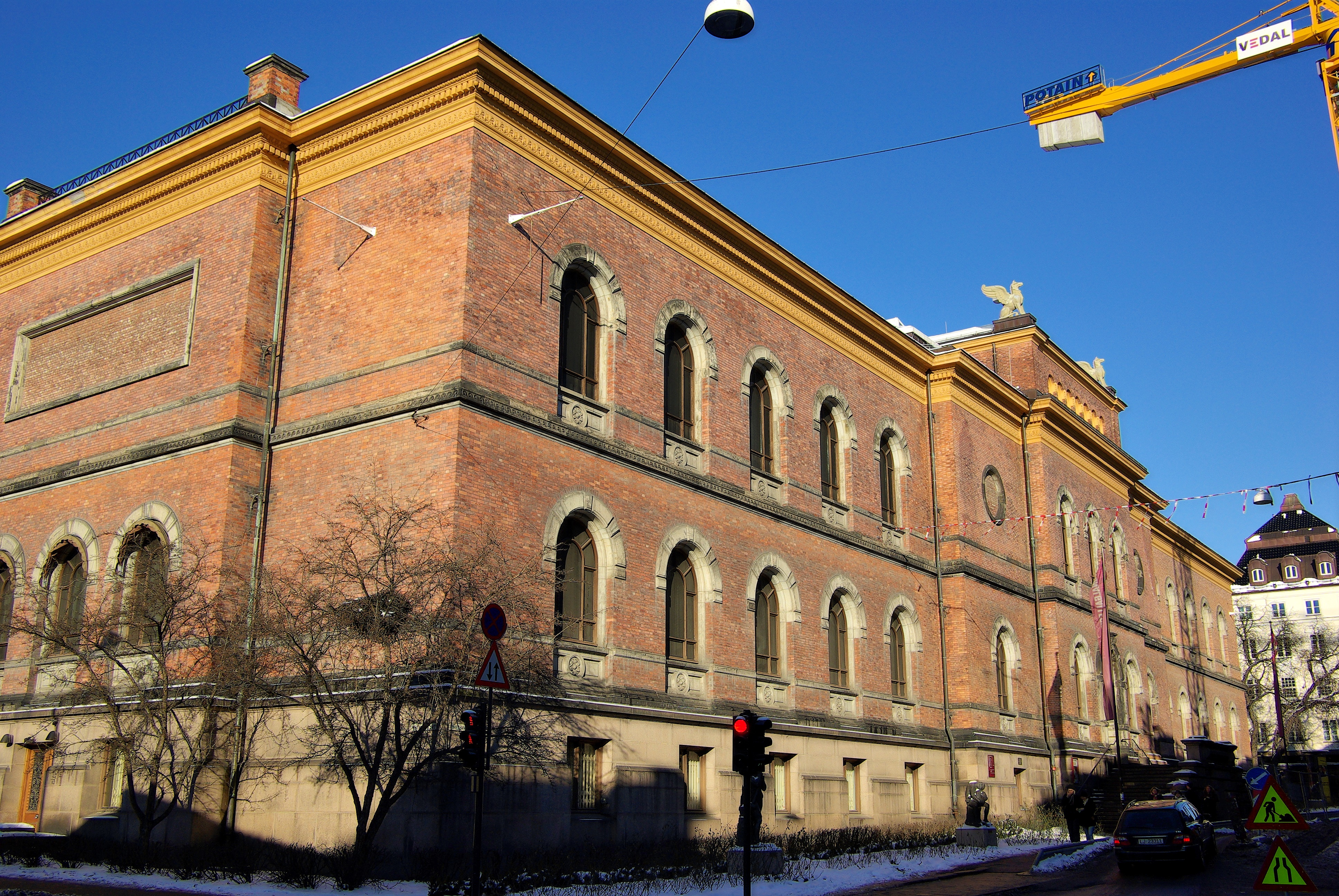
گالری ملی در اسلو، نروژ

گالری ملی نروژ (انگلیسی: National Gallery) (نروژی: Nasjonalgalleriet) در اسلو پایتخت نروژ قرار دارد. از سال ۲۰۰۳ به لحاظ اجرایی بخشی از موزه ملی هنر، معماری و طراحی است. در سال ۲۰۱۷ بازدید از آن ۱۰۰ کرون نروژی هزینه داشت.

## تاریخچه

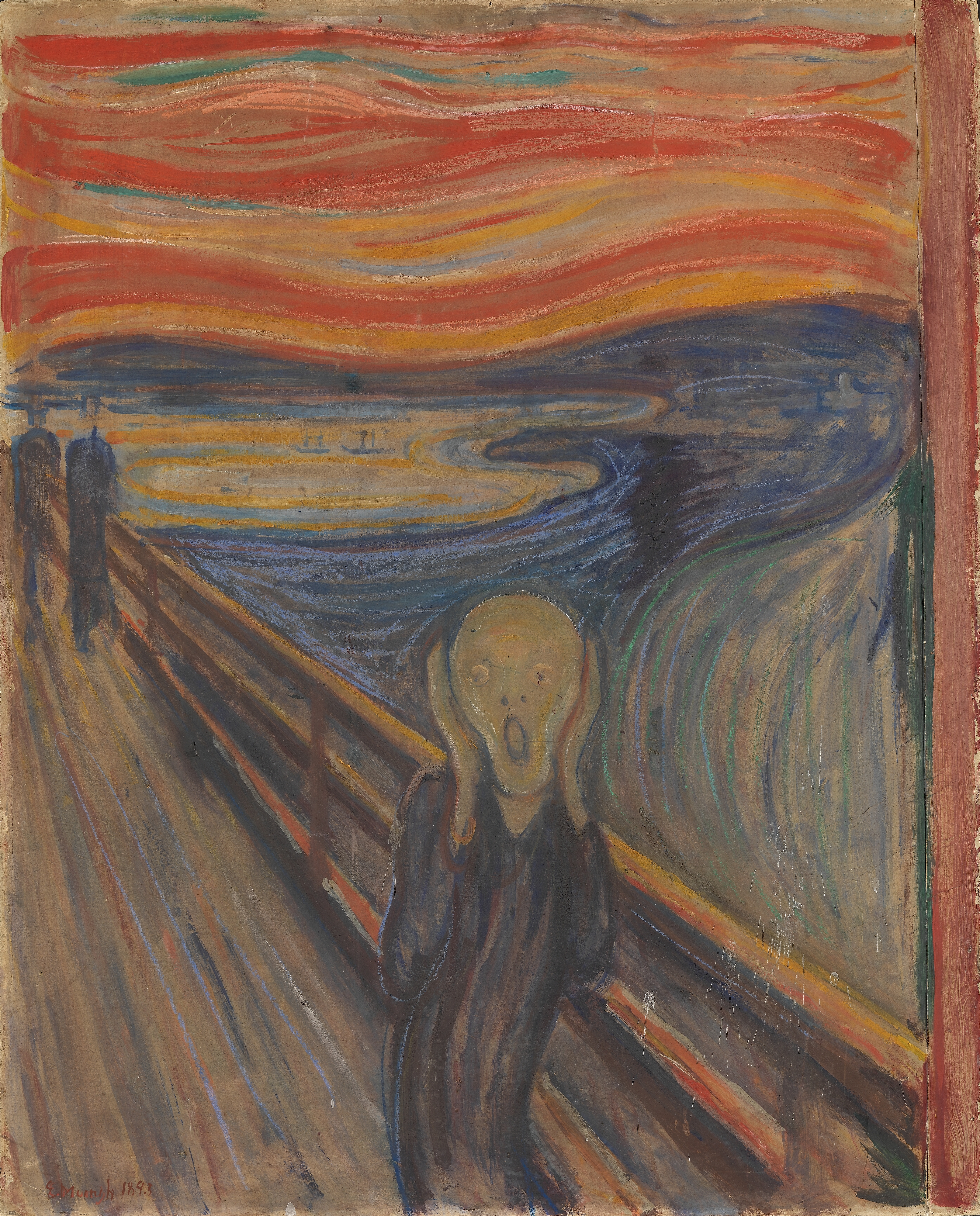
جیغ (نقاشی), ۱۸۹۳ اثر ادوارد مونک

این بنا در سال ۱۸۴۲ پس از تصمیمی که پارلمان در سال ۱۸۳۶ گرفته بود، تأسیس شد. گالری ابتدا در کاخ رویال اسلو واقع شده بود، در سال ۱۸۸۲ ساختمان موزه توسط هاینریش ارنست و آدولف شیرمر طراحی شد.
اسامی سابق این موزه عبارتست از موزه هنرهای تجسمی مرکزی ایالت نروژ و از سال ۱۹۰۳ تا ۱۹۲۰ موزه هنری نامیده می‌شد. این گالری در سال ۲۰۱۳ به اشتباه به‌لحاظ فن نقاشی با برچسب نامناسب طبقه‌بندی شد.
در سال ۲۰۱۶ قیمت ورودیه این گالری یک شبه دو برابر شد.

## نگارخانه

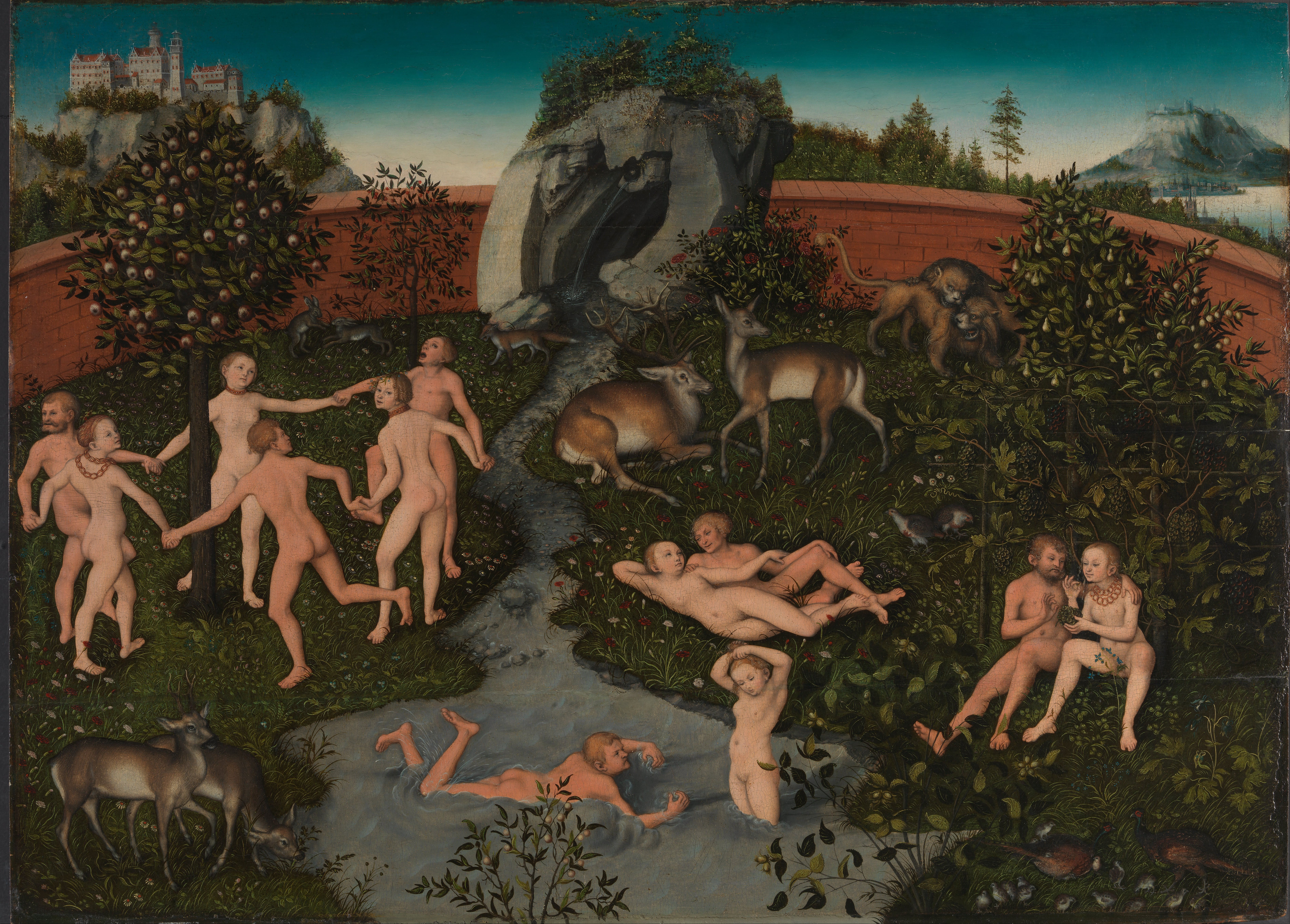
دوران طلایی یونان اثر لوکاس کراناخ پدر حوالی ۱۵۳۰ م.
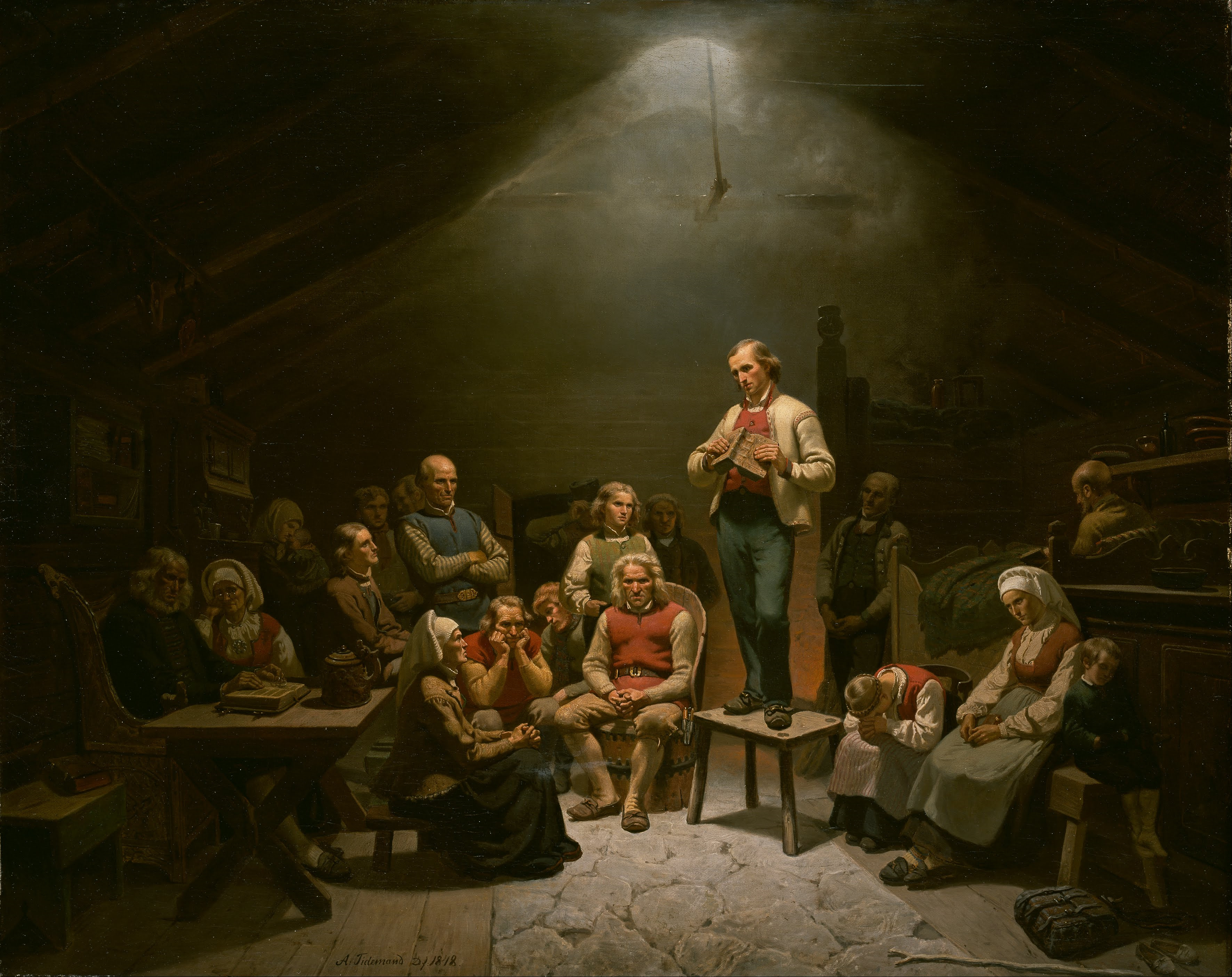
کلیسای زیرزمینی اثر آدولف تیدماند ۱۸۴۸ م.
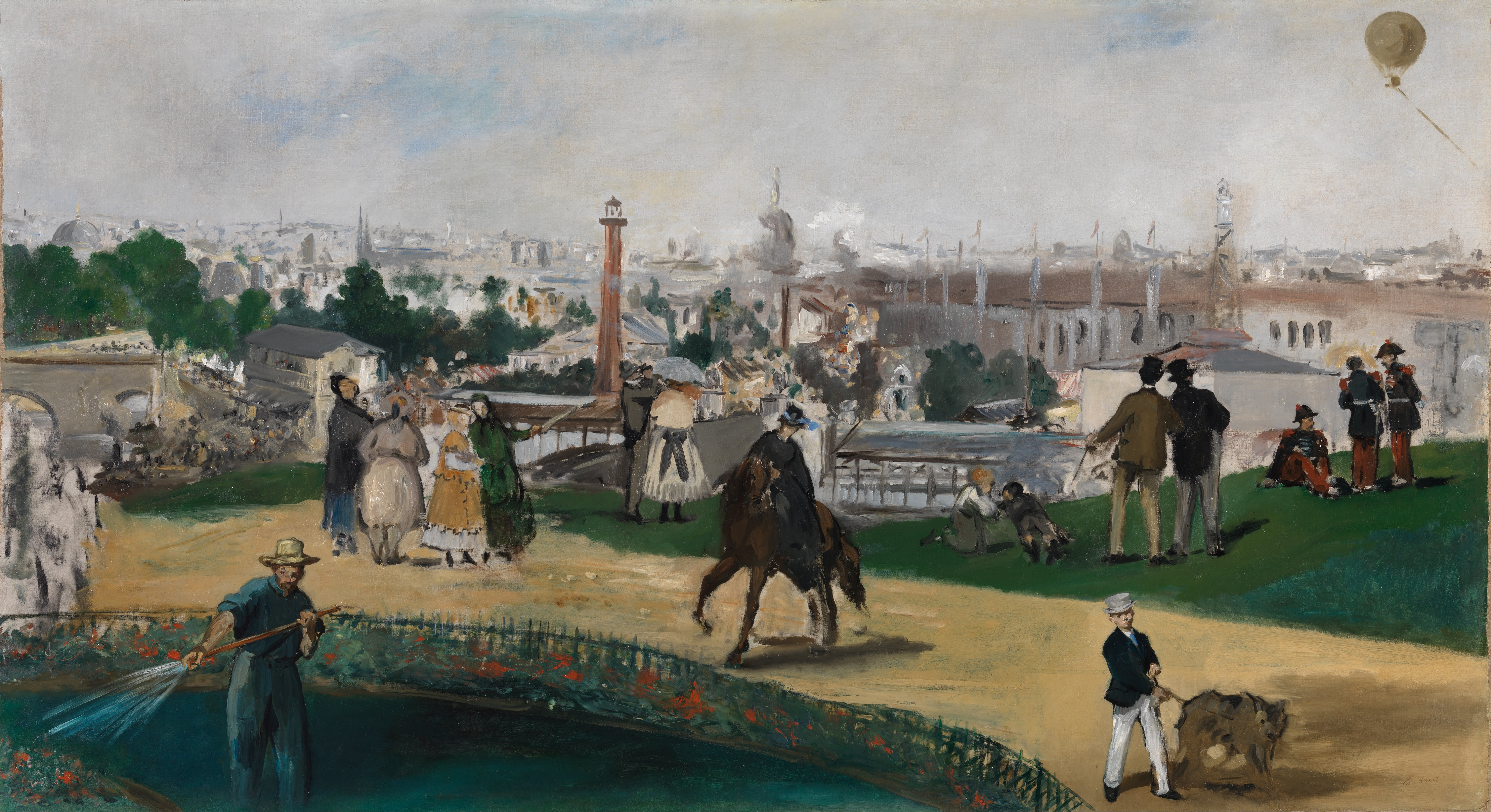
نمایی از نمایشگاه بین‌المللی پاریس اثر ادوار مانه ۱۸۶۷ م.
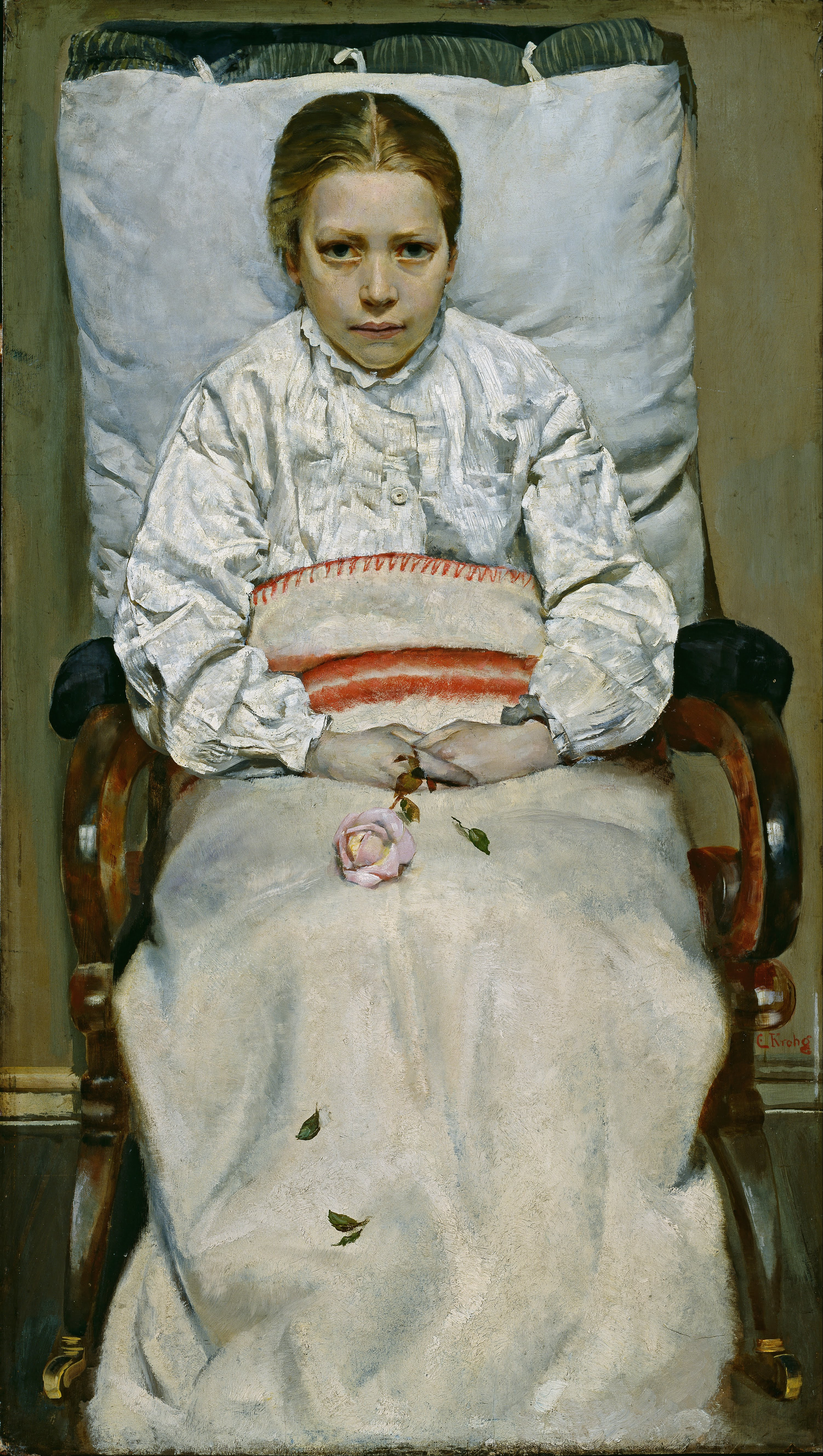
دختر مریض اثر کریستیان کروگ ۱۸۸۰ تا ۱۸۸۱ م.
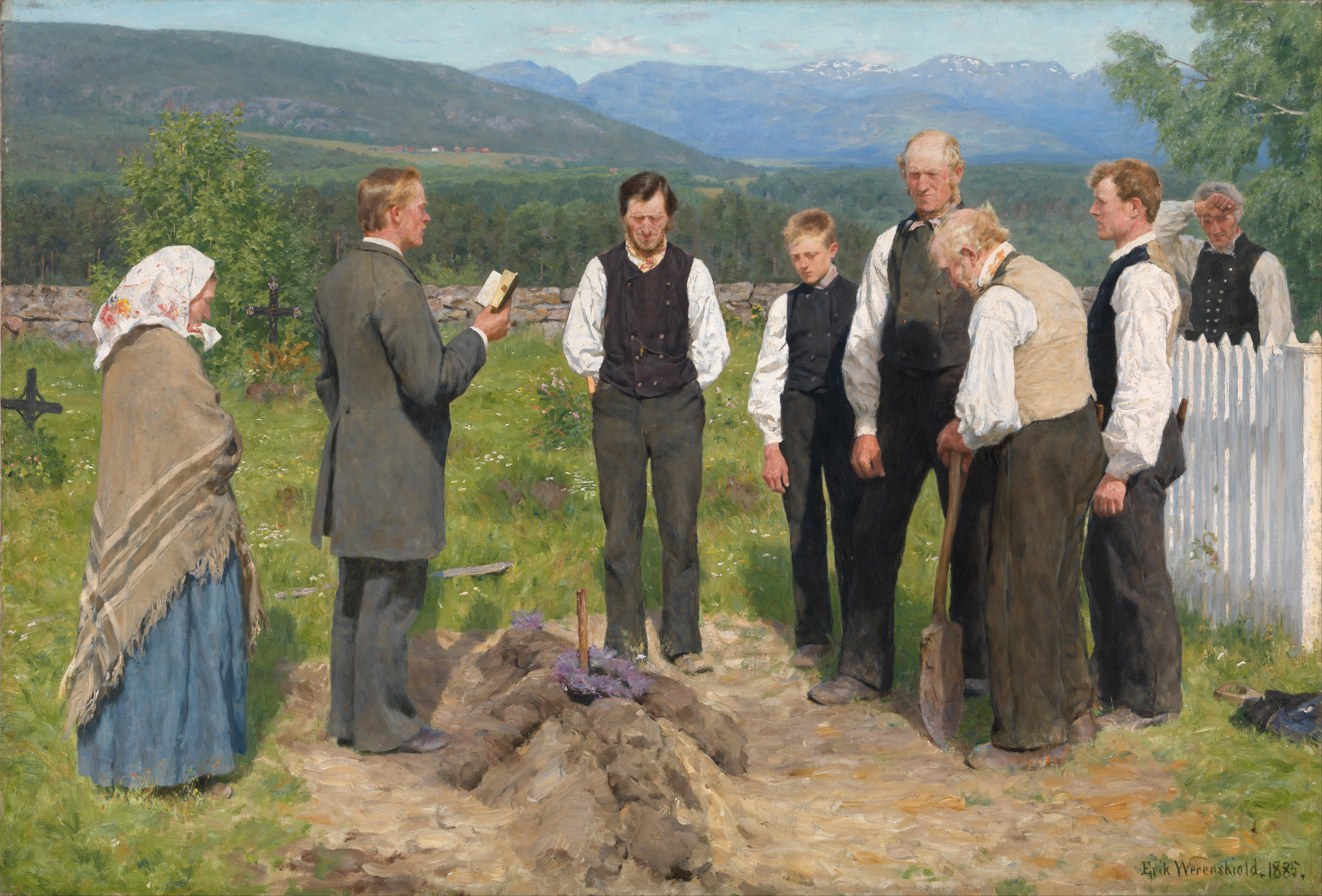
خاک‌سپاری کشاورز اثر اریک ورنسکیولد ۱۸۸۵ م.
آلبرتین در پاسگاه پلیس اثر کریستیان کروگ ۱۸۸۵ تا ۱۸۸۷ م.
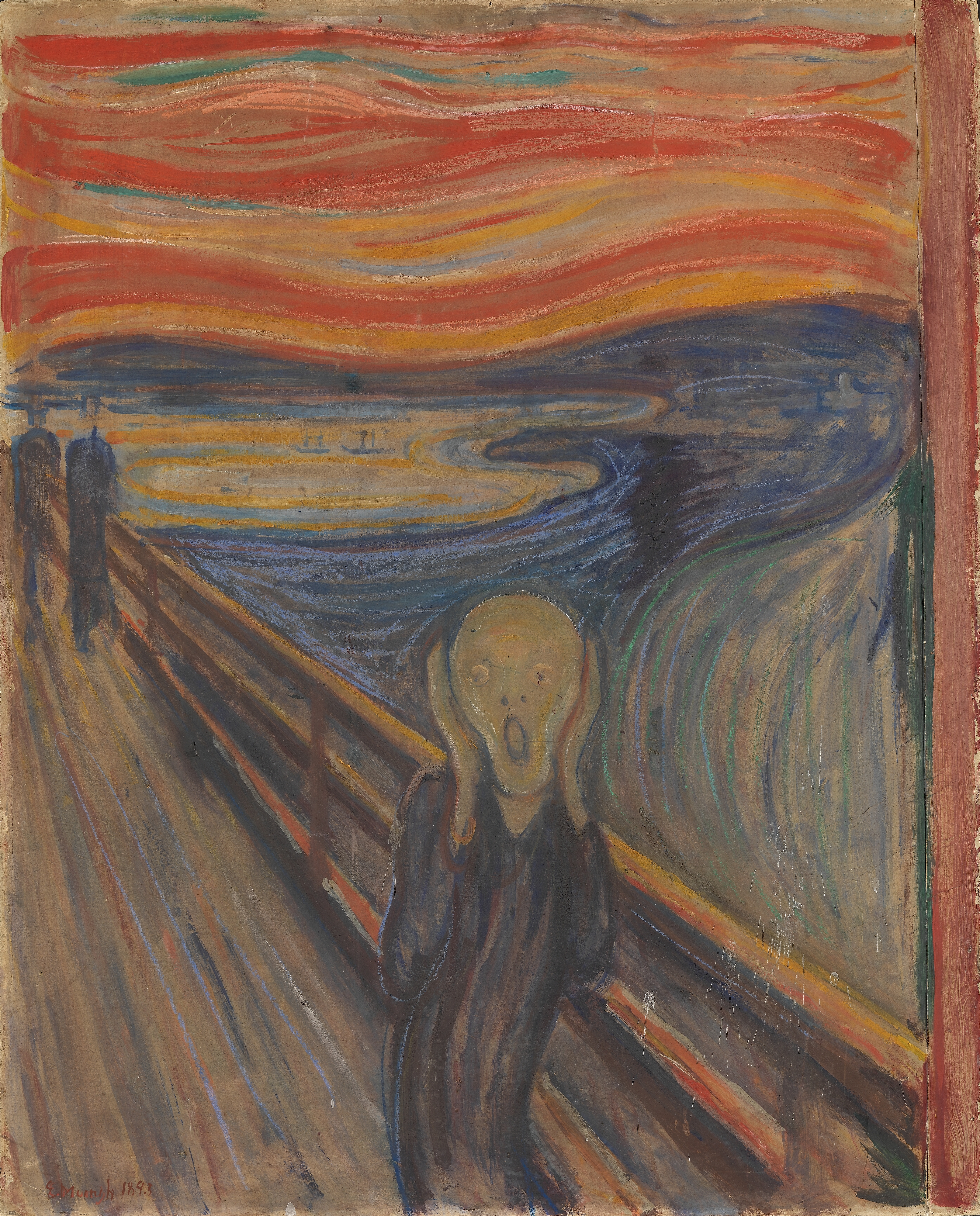
جیغ اثر ادوارد مونک ۱۸۹۳ م.
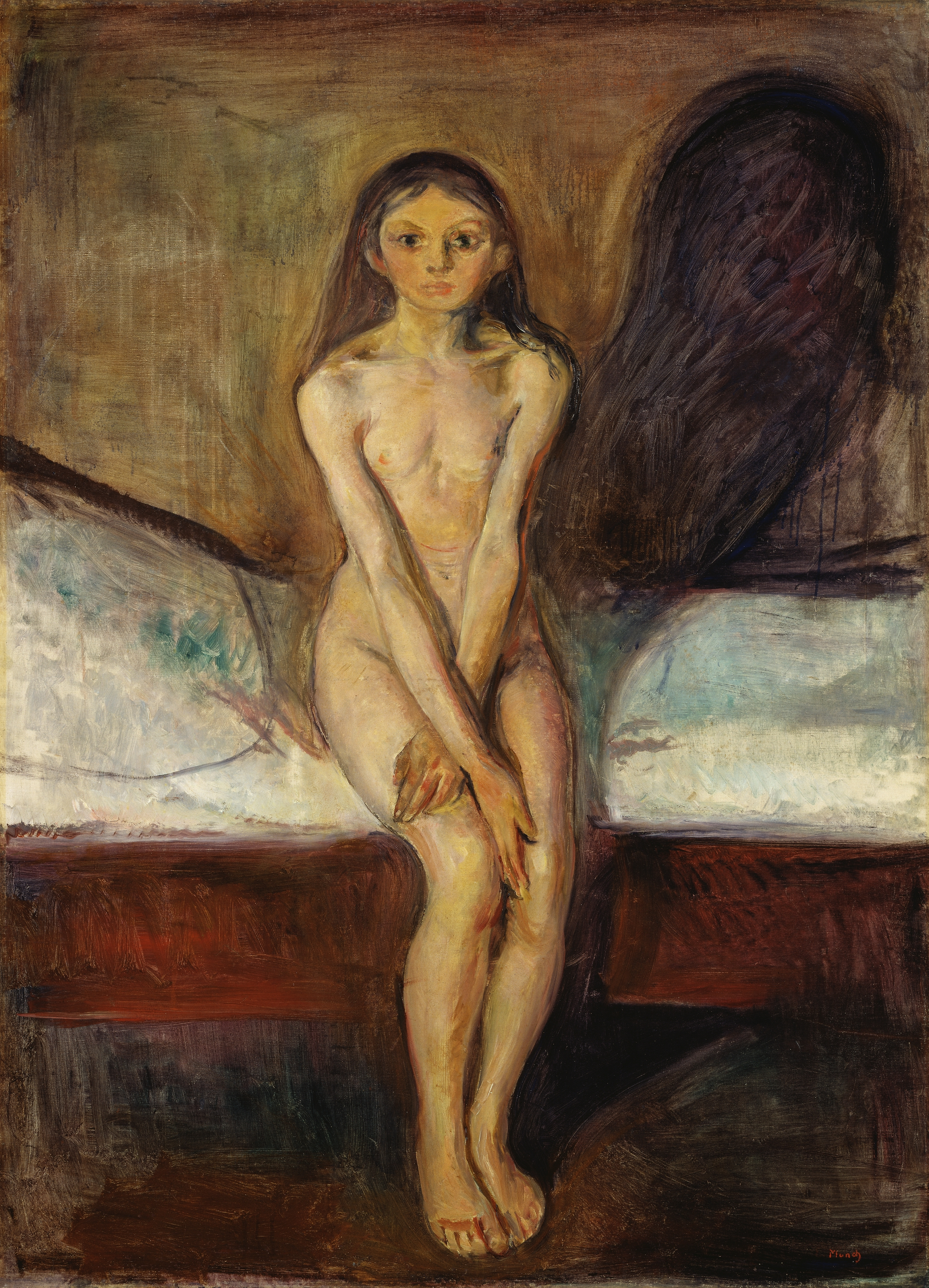
بلوغ اثر ادوارد مونک ۱۸۹۴ تا ۱۸۹۵ م.
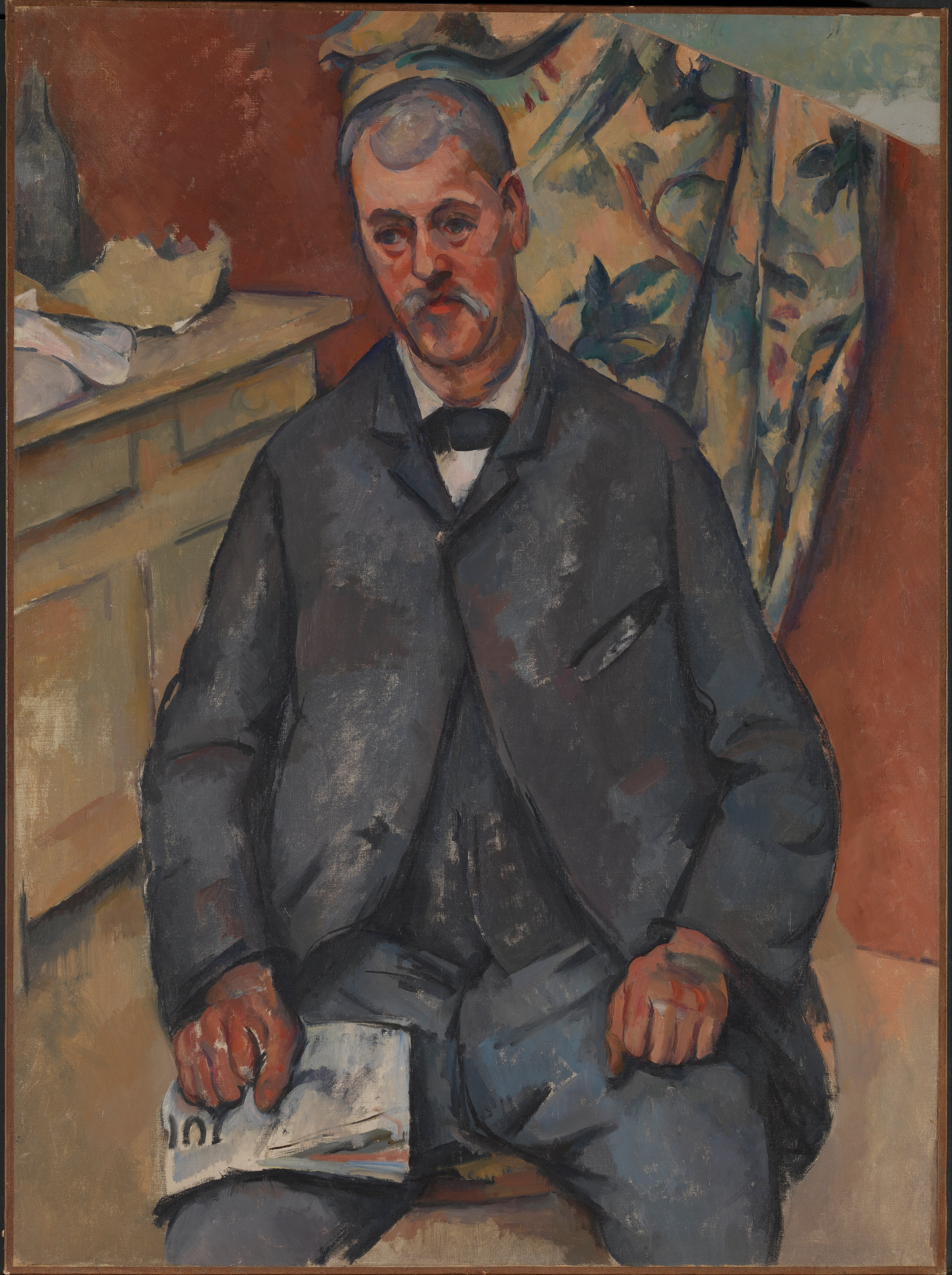
مرد نشسته اثر پل سزان بین ۱۸۹۸ الی ۱۹۰۰ م.
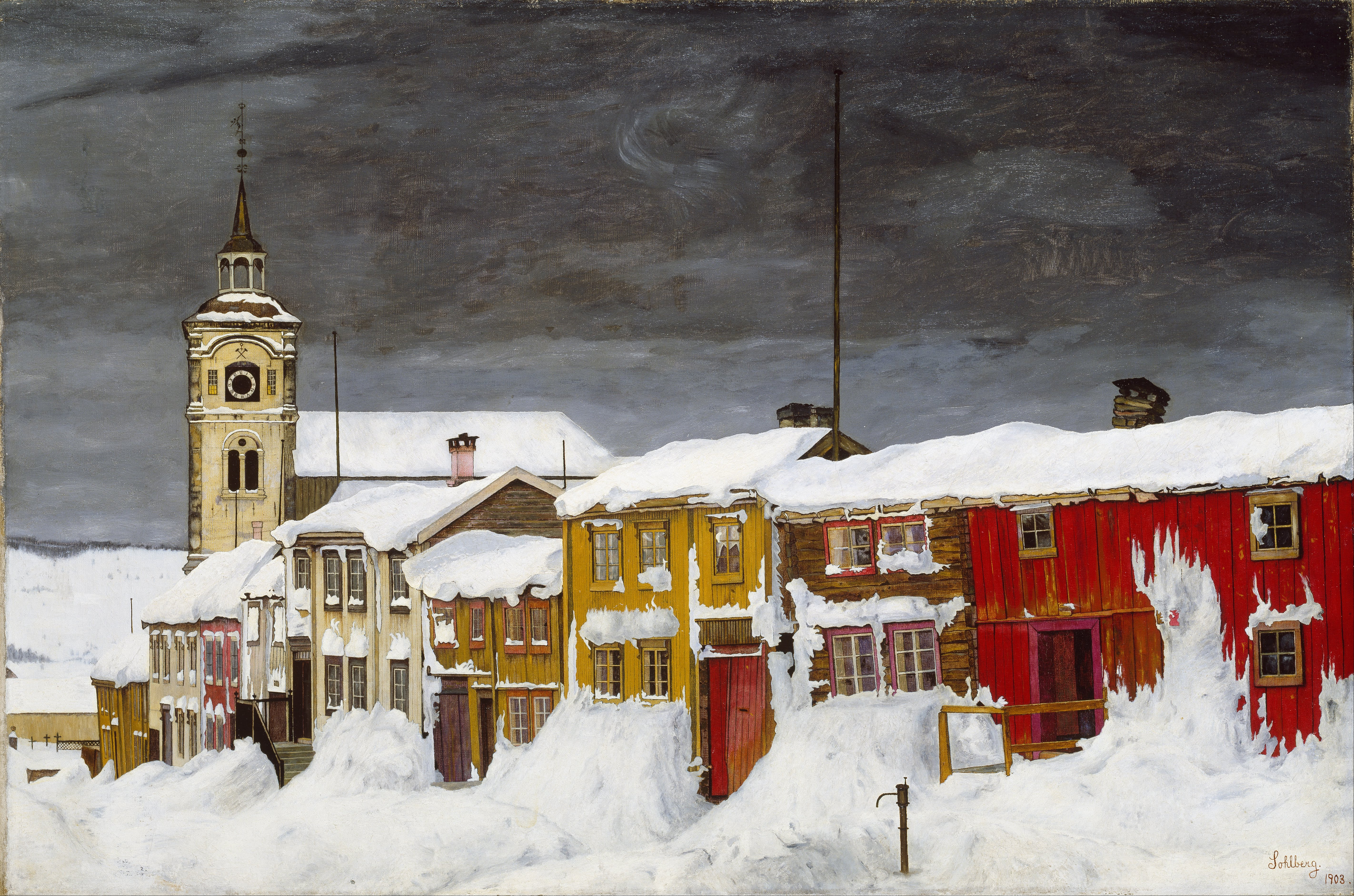
نمایی در زمستان از روروس اثر هارولد شولبرگ ۱۹۰۳ م.
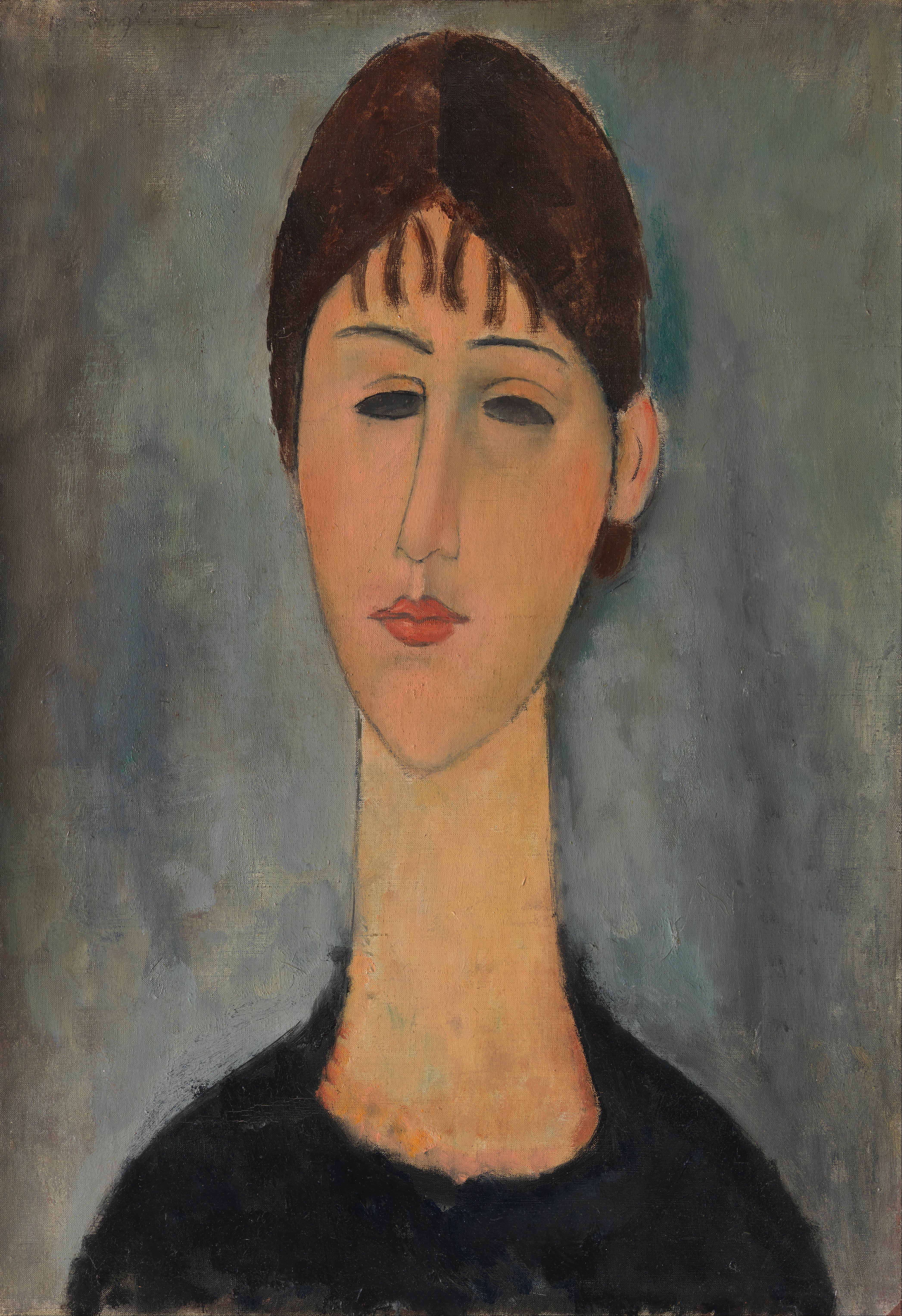
پُرترهٔ دختر جوان اثر آمادئو مودیلیانی ۱۹۱۸ م.
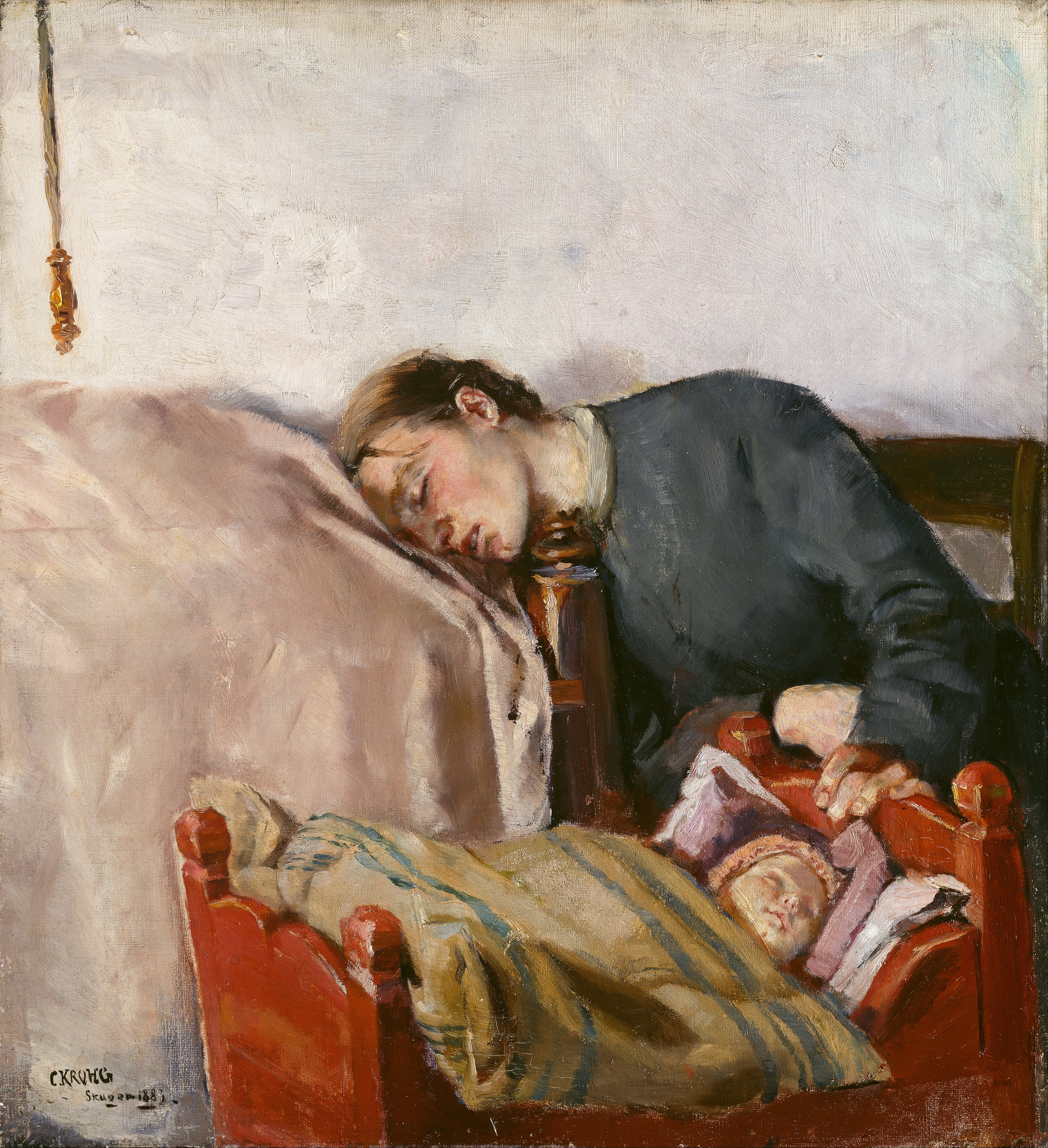
مادر و کودک اثر کریستیان کروگ ۱۸۸۳ م.
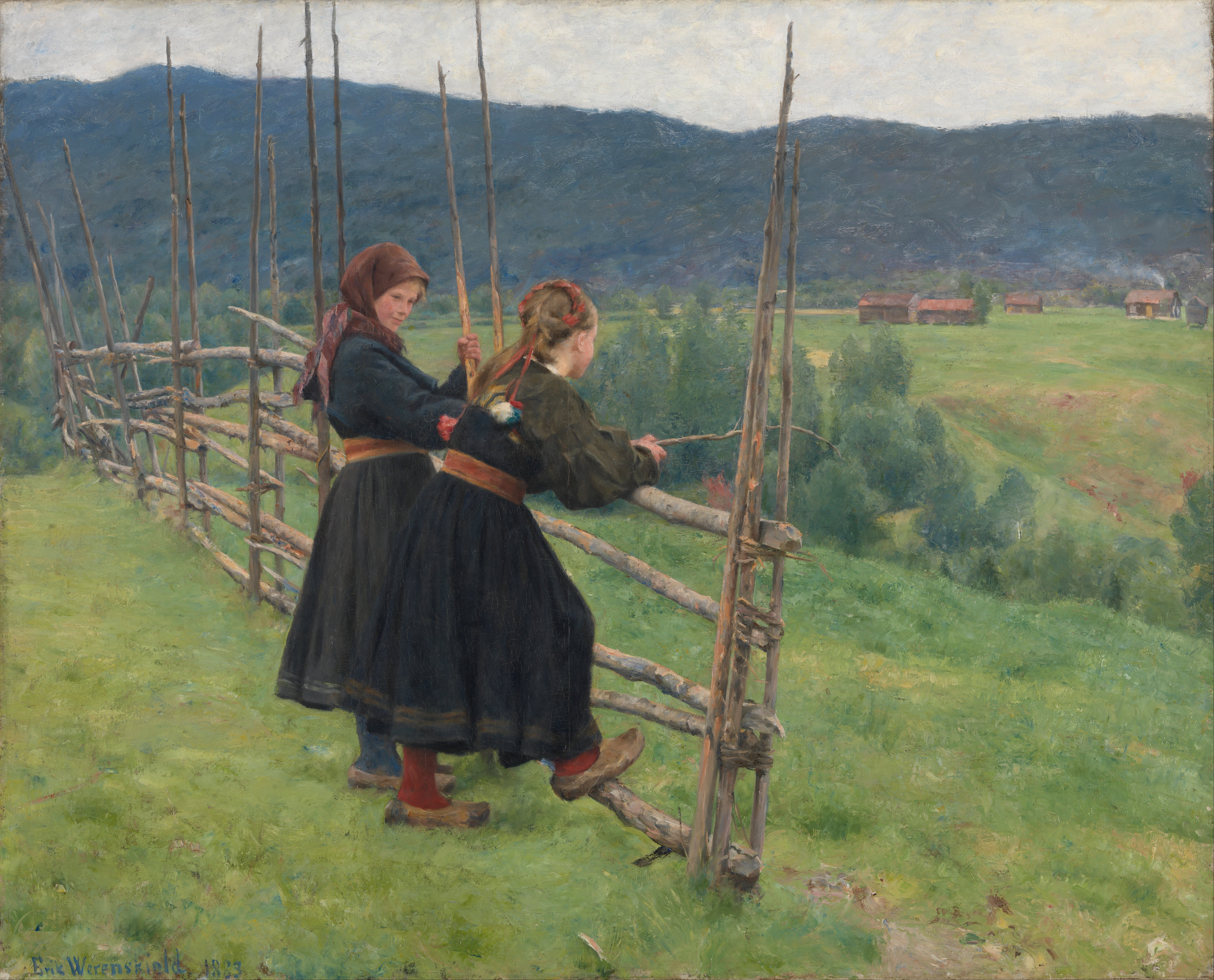
سپتامبر ۱۸۸۳ م. اثر اریک ورنسکیولد
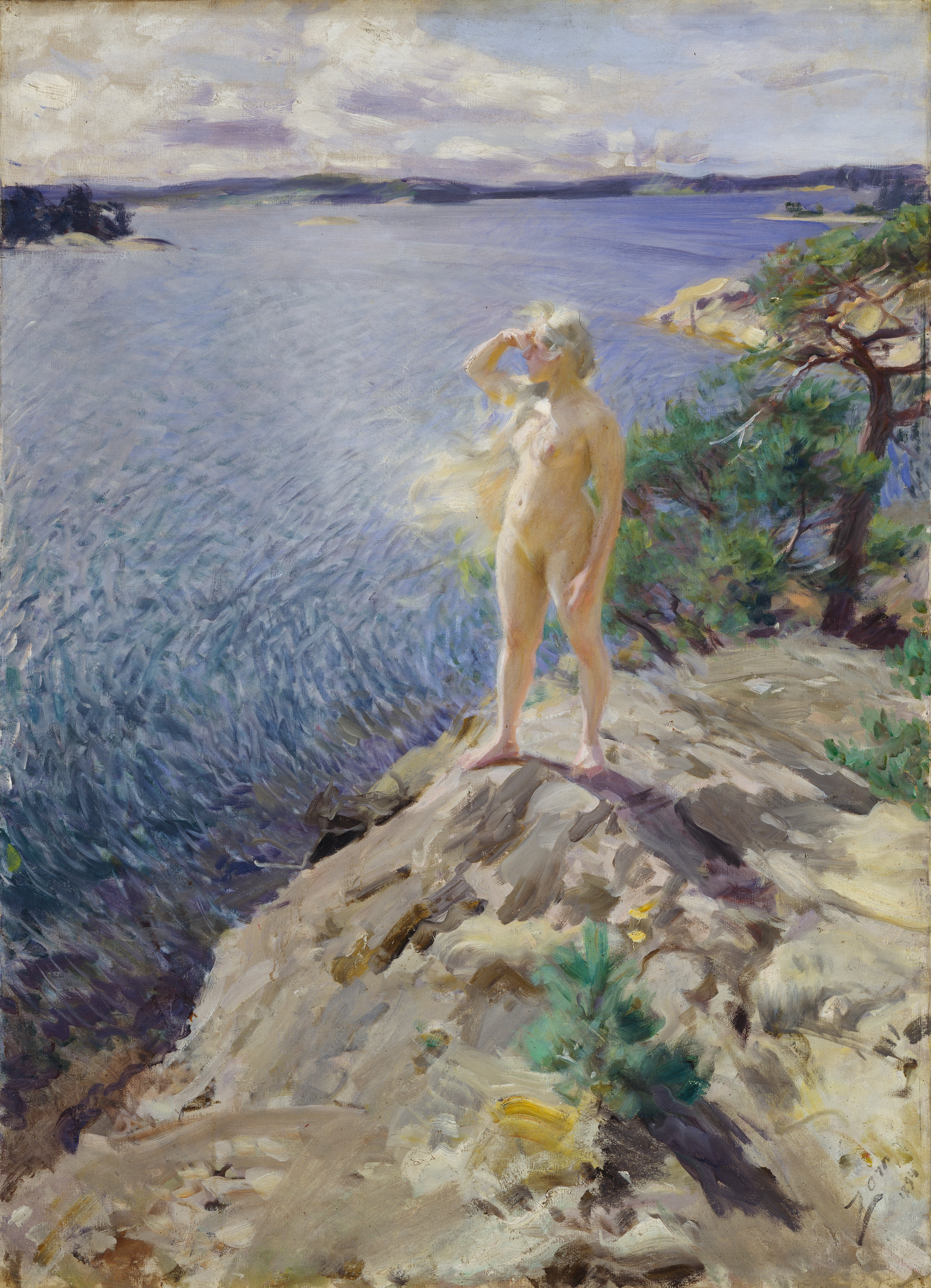
در دوردست
۱۸۹۴ م.
اثر آندرس زورن